# Artace
Artace (en grec antic: Ἀρτάκη) era una ciutat de Mísia, fundada com a colònia de Milet, prop de Cízic, segons Heròdot. Tenia un port a la mateixa península on es trobava Cízic, a us 40 estadis.
Va ser incendiada juntament amb Proconnesos durant la Revolta Jònica contra Darios I de Pèrsia i probablement no es va reconstruir, ja que Estrabó no la menciona entre les ciutats de Mísia, però parla d'una muntanya boscosa a la que anomena Artace, amb una illa propera que tenia el mateix nom. Plini el Vell parla d'Artacaeum, en aquell lloc. Timòstenes, segons Esteve de Bizanci, també dona el nom d'Artace a una muntanya i a una petita illa vora Cízic. A l'època de l'historiador Procopi, al segle vi, la ciutat d'Artace s'havia reconstruït, i era una dependència de Cízic.